# Sertularella gaudichaudi
Sertularella gaudichaudi is een hydroïdpoliepensoort uit de familie van de Sertulariidae. De wetenschappelijke naam van de soort is voor het eerst geldig gepubliceerd in 1824 door Lamouroux.